# Meteorologiåret 1978

## Händelser

### Januari
- Januari-februari – 25 000 personer lämnas hemlösa vid stormregn i Djibouti.[1]
- 3 januari – Vid Vágar flygplats, Färöarna uppmäts temperaturen - 10.0 °C, vilket blir Färöarnas lägst uppmätta temperatur för månaden [2].
- 12 januari - Storbritannien upplever sin värsta stormnatt på 25 år. Vindstyrkorna uppmäts till uppåt 40 meter per sekund och elva fartyg måste skicka nödsignaler under natten. Fem personer dödas ute på vägarna i is, regn och snö. Snöstormar rasar i norra England och Skottland, och flera grevskap isoleras.[1]
- 20 januari - USA drabbas av värsta snökaoset "i mannaminne" i bland annat New York. Elva personer omkommer i bland annat hjärtattacker under snöskottningen.[1]

### Februari
- 7 februari – USA:s östkust upplever sin värsta snöstorm på minst 30 år.[1]
- 15 februari - I Umeå, Sverige uppmäts temperaturen -38,2° C vilket innebär nytt lokalt köldrekord [3].

### Juni
- 6 juni - Sverige upplever sin varmaste nationaldag någonsin, med + 29,7° C som dygnets högsta temperatur [4].

### Augusti
- 14 augusti – En tornado härjar i Boundary Waters i USA [5].

### September
- September – Monsunregn orsakar översvämningar, Bengalen i Indien. 1,3 miljoner hem förstörs och 15 miljoner personer blir hemlösa [6].

### Oktober
- 12 oktober - I St. Jyndevad, Danmark uppmäts temperaturen + 24,1 °C, vilket blir Danmarks högst uppmätta temperatur för månaden [7].
- 13 oktober – I Oskarshamn, Sverige uppmäts temperaturen + 24 °C, vilket blir nytt svenskt värmerekord för oktober och så sent på året [8].

### November
- November – I Stockholm, Sverige inleds månaden mycket milt [9].
- 21-28 november – En cyklon härjar i Sri Lanka kräver cirka 1 000 människoliv.[1]

### December
- December - I Sverige uppmäts dygnsmedeltemperaturen i Hoburg till -2.0° C, vilket innebär nytt lokalt rekord för månaden [10].
- 27 december – Vid Amundsen-Scott-basen vid Sydpolen, Antarktis uppmäts temperaturen  +13,6 °C (7,5 °F) vilket då är Antarktis högst uppmätta temperatur någonsin [11].
- 30 december – I Hemavan, Sverige uppmäts temperaturen - 48,9 °C vilket då är Sveriges lägst uppmätta temperatur för månaden [12].
- 31 december
  - I Ust' Shchugor, Ryska SSR, Sovjetunionen uppmäts temperaturen −58.1 °C (−72.6°F), vilket blir Asiens lägst uppmätta temperatur någonsin [13].
  - Med - 43,6 °C i Ytterhogdal, Sverige uppmäts köldrekord för Hälsingland, men eftersom det sker efter klockan 19.00 på kvällen bokförs vädret till kommande dag [14].
  - Med - 35,6 °C i Sandviken, Sverige uppmäts köldrekord för Gästrikland [15].
  - Under en snöstorm i Blekinge, Sverige uppmäts medelvindhastigheten 35 meter per sekund vid Hanö innan vindarna, som kommer från ostnordost, blåser omkull vindmätaren [16].

### Okänt datum
- Kaare Langlo blir direktör för Meteorologisk institutt i Norge [17].
- SMHI i Sverige börjar med vågmätningar [18].

## Födda
- 2 januari – Eric Nguyen, amerikansk fotograf, meteorolog och stormjägare.
- 23 januari – Jackie Johnson, amerikansk meteorolog.

### Fotnoter
1. 1 2 3 4 5   Horisont 1978. Bertmarks
2. ↑  DMI
3. ↑  SMHI
4. ↑  ”SMHI”. Arkiverad från originalet den 9 september 2010. https://web.archive.org/web/20100909023440/http://www.smhi.se/kunskapsbanken/meteorologi/nationaldagsvader-1.7048. Läst 15 februari 2011.
5. ↑  ”Arkiverade kopian”. Arkiverad från originalet den 26 juli 2010. https://web.archive.org/web/20100726102403/http://www.climate.umn.edu/pdf/day_in_weather_history/august_wx_history.pdf. Läst 16 februari 2011.
6. ↑   Guinness Rekordbok (svenska) 1998
7. ↑  Vejrekstremer i Danmark Arkiverad 19 januari 2013 hämtat från the Wayback Machine. DMI
8. ↑  SMHI
9. ↑  SMHI Arkiverad 27 november 2012 hämtat från the Wayback Machine.
10. ↑  SMHI
11. ↑   Arkiverad 18 oktober 2012 hämtat från the Wayback Machine. Läst 21 juni 2007.
12. ↑  SMHI Arkiverad 9 september 2010 hämtat från the Wayback Machine.
13. ↑  ”Asia: Highest Temperature”. ASU World Meteorological Organization. 21 juni 1942. Arkiverad från originalet den 2 januari 2011. https://web.archive.org/web/20110102185110/http://wmo.asu.edu/asia-highest-temperature. Läst 28 januari 2011.
14. ↑  ”SMHI”. Arkiverad från originalet den 28 januari 2015. https://web.archive.org/web/20150128113357/http://www.smhi.se/kunskapsbanken/meteorologi/halsinglands-klimat-1.4970. Läst 4 februari 2011.
15. ↑  SMHI
16. ↑  ”SMHI”. Arkiverad från originalet den 8 september 2010. https://web.archive.org/web/20100908215559/http://www.smhi.se/kunskapsbanken/meteorologi/blekinges-klimat-1.4831. Läst 5 februari 2011.
17. ↑  MET Arkiverad 15 december 2010 hämtat från the Wayback Machine.
18. ↑  SMHI